# 연수공동체FM
연수공동체FM은 대한민국의 공동체라디오 인천광역시 연수구 중심으로 라디오방송을 송출하고 있다. 주파수는 FM 98.7MHz
2022년 8월에 개국할 예정이다.